# Крок у майбутнє
 Крок у майбутнє  — міжнародний відкритий рок фестиваль, що щорічно проходить у м. Херсон. особливістю фестивалю є пропаганда здорового способу життя, хоча фактично цього не дотримуються під час проведення дійства . Організатором фестивалю є клуб міжнародного фестивалю «кРок у майбутнє».

## Історія
Фестиваль був створений з метою об'єднання зусиль композиторів, музикантів, ЗМІ, суспільства й влади задля пошуку та підтримки молодих виконавців, популяризації найкращих прикладів сучасної рок-музики, сприяння укріпленню дружніх відносин між молоддю різних країн, укріпленню толерантності у відносинах між представниками усіх народів й народностей, що проживають як на території України так і за її межами. Популяризація здорового способу життя, відмови від паління, вживання алкоголю й наркотиків

### кРок 2007
- «Ґорґішелі»
- «Їжаки сміються»
- «Паруса»
- «Фабула»
- «Юркеш»
- «Smokie»

### кРок 2008

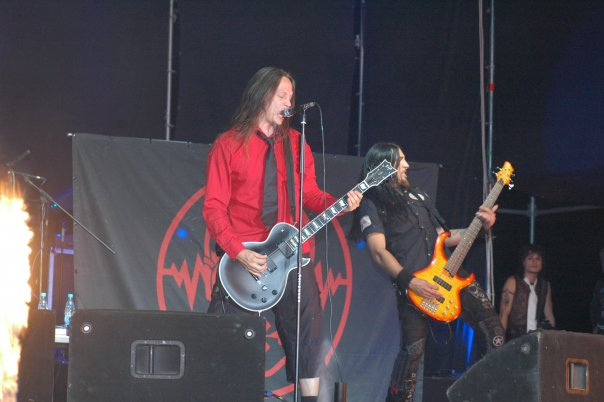
Pain

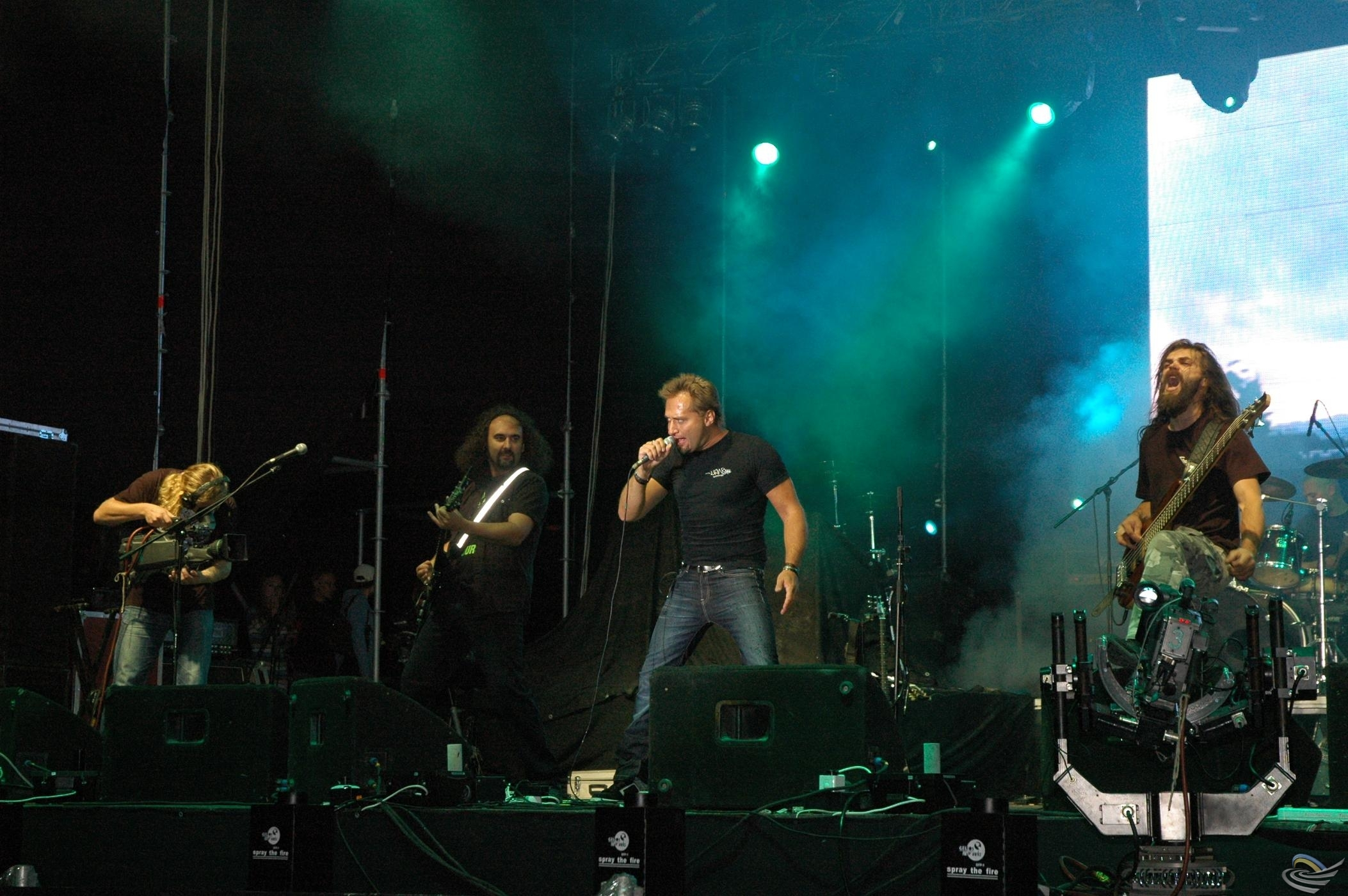
White

- «Ґорґішелі»

- «Паруса»
- «Фабула»
- «Юркеш»
- «White»
- «Немо»
- «Мастер-Класс»
- «Мертвий Півень»
- «Artarex»
- «Eclipse»
- «GreatФрут»
- «GreenSilence»
- «Істина-драйв»
- «Криголам»
- «Ніагара»
- «Режим»
- «Эклектика»
- «Янсен Кукансен»
- «Pain»
- «Within Temptation»

### Благодійний концерт 2009
10 жовтня відбулась прес-конференція, в якій взяли участь: директор міжнародного фестивалю «кРок у майбутнє» Володимир Макуха та представники партнерів фестивалю.
Було оголошено, що беручи до уваги важку епідеміологічну ситуацію, на Західній Україні, керівництво, партнери фестивалю й відомі херсонські рок-гурти вирішили провести благодійний концерт від Міжнародного фестивалю «кРрок у майбутнє».
Концерт відбувся 5 грудня у херсонському ККЗ "Ювілейний". Кошти, отриманні від продажу квитків, а також ті, що відвідувачі заходу пожертвували додатково, були у присутності телебачення перераховані й відправленні в Тернопільську область на боротьбу з епідемією грипу й

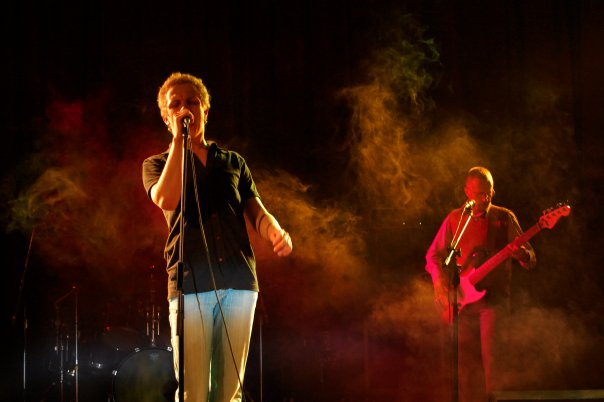
Wake up!

ОРЗ.
Учасники концерту:
- «Роллік'с»
- «Фабула»
- «Янсен Кукансен»
- «Wake up»
- «Холодне сонце»

### кРок 2010

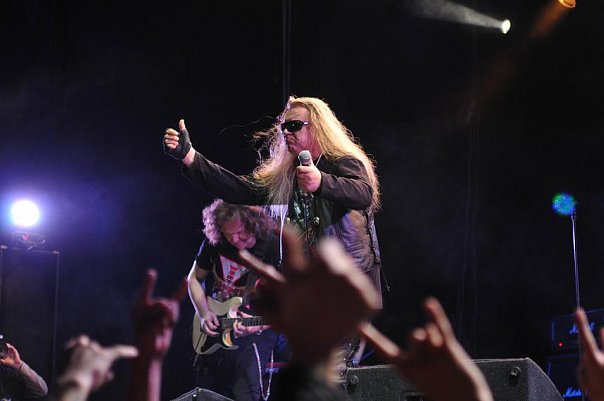
Август

- «Янсен Кукансен»
- «Холодне сонце»
- «Still Drift»
- «Фабула»
- «Wake up»
- «Роллік'с (гурт)»
- «Shanon»
- «Август»

### кРок 2011

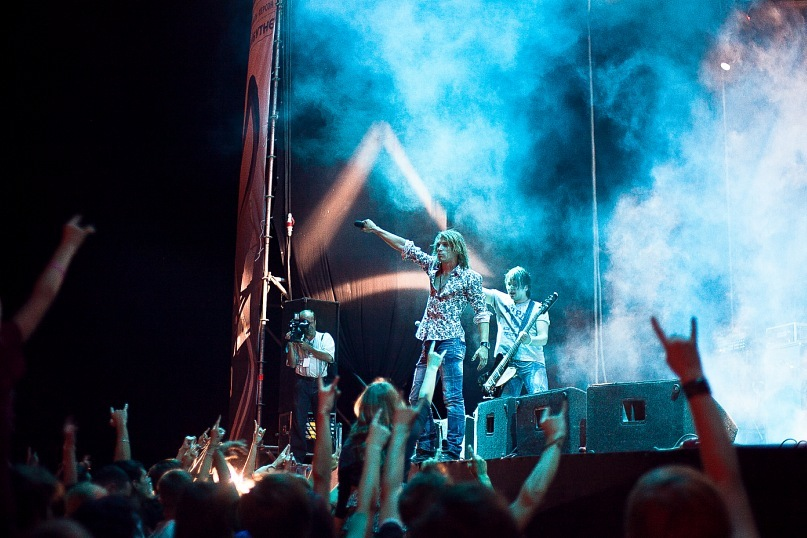
RockCrime

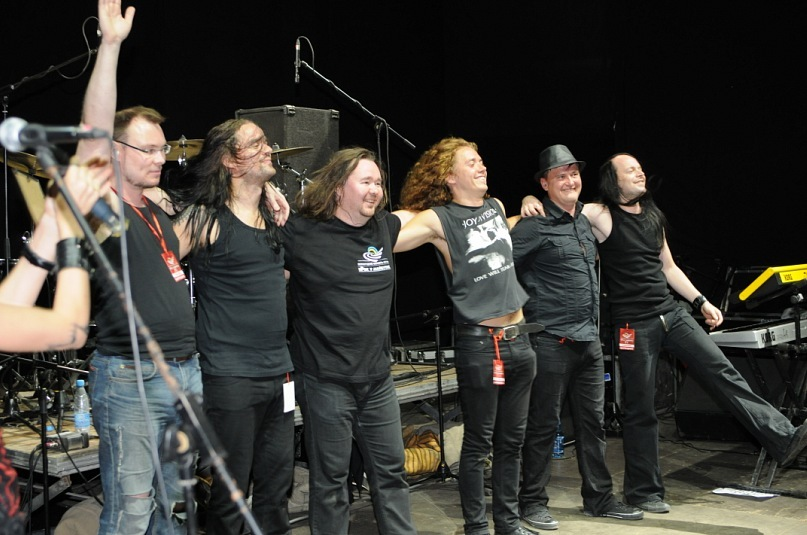
Throes of Dawn

- «Crymona»
- «Morton»
- «Just Playing Radio»
- «RockCrime»
- «The Plaid»
- «Throes of Dawn[en]»

### Презентація кРок 2012
28 березня відбулась презентація кРоку 2012, на якому була оголошена дата проведення фестивалю та імена перших команд-учасників, а також одного з хедлайнерів. На концерт, присвячений презентації, були запрошені угорська команда KISS forever band (кавер-гурт на Kiss) й легендарні німецькі хард-рокери Bonfire

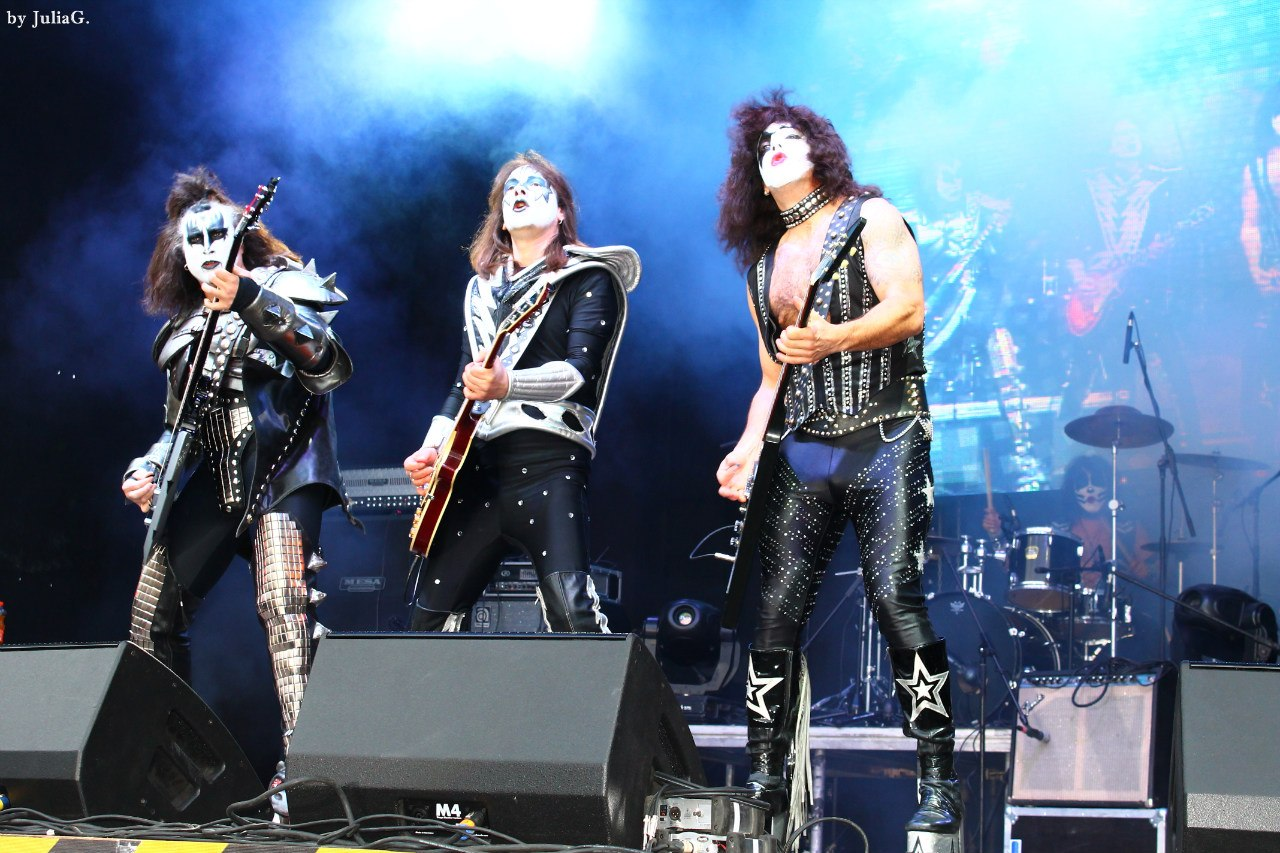
KISS forever band

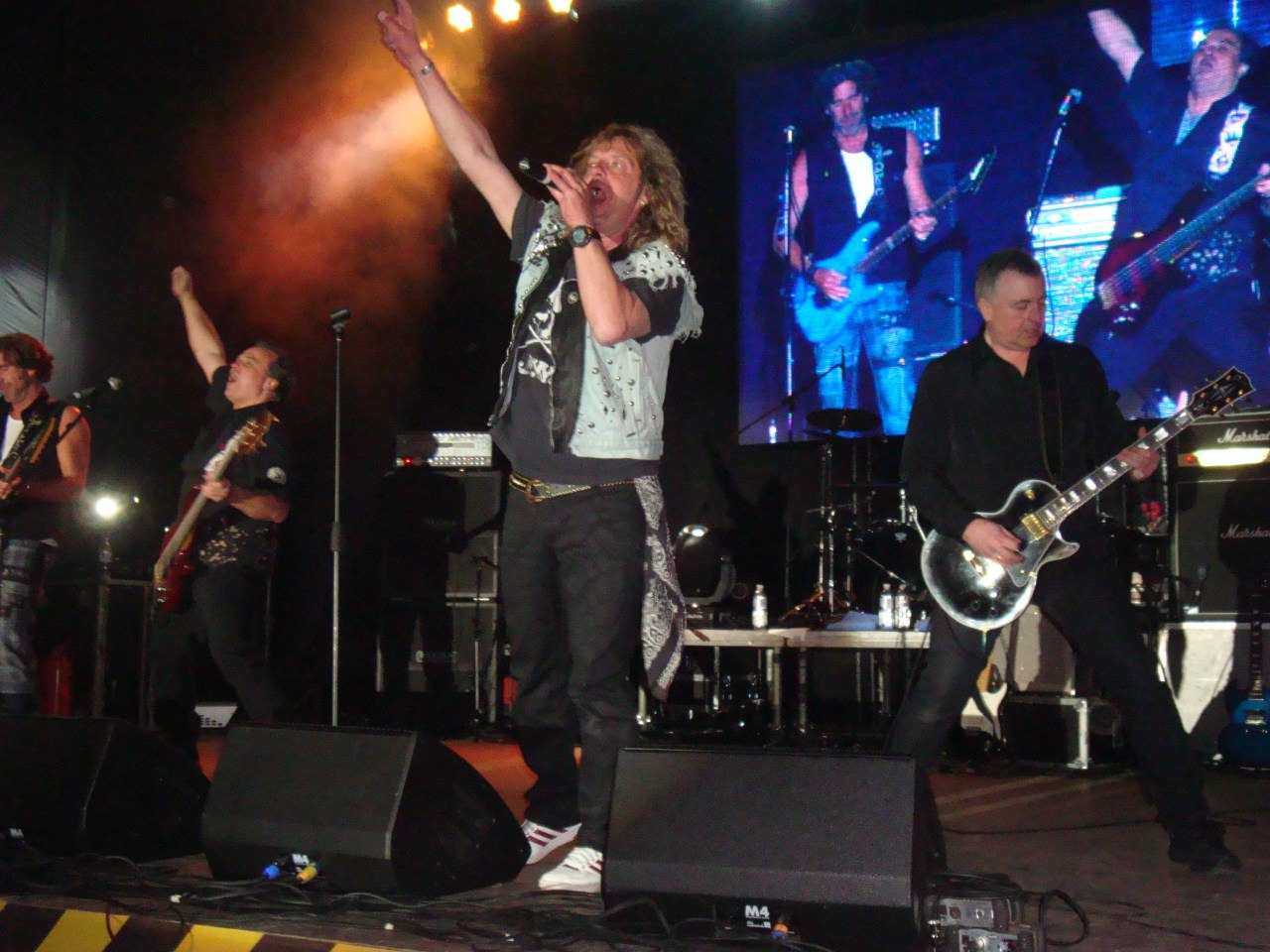
Bonfire

Оголошені учасники кРок 2012:
- Morton
- The Fading
- Mellowtoy
- Oomph
- Біла Вежа
- Riff Action Family
- Режим
- Паруса
- Янсен Кукансен
- Cantilena
- Фабула
- Август
- Jayce Lewis